# Wilton (Maine)
Wilton ist eine Town im Franklin County des Bundesstaates Maine in den Vereinigten Staaten. Im Jahr 2020 lebten dort 3835 Einwohner in 1971 Haushalten auf einer Fläche von 110,9 km².

## Geografie
Nach dem United States Census Bureau hat Wilton eine Gesamtfläche von 110,9 km², von denen 106,86 km² Land sind und 4,04 km² aus Gewässern bestehen.

### Geografische Lage
Wilton liegt im Südwesten des Franklin Countys an der Grenze zum Oxford County. Zentral auf dem Gebiet der Town liegt der Wilson Lake, im Südosten der Pease Pond und im Norden grenzt der Varnum Pond an. Die Oberfläche des Gebietes ist sehr hügelig. Der 524 m hohe Varnum Mountain ist die höchste Erhebung auf dem Gebiet der Town.

### Nachbargemeinden
Alle Entfernungen sind als Luftlinien zwischen den offiziellen Koordinaten der Orte aus der Volkszählung 2010 angegeben.
- Norden: Temple, 3,6 km
- Osten: Farmington, 12,1 km
- Südosten: Chesterville, 16,2 km
- Süden: Jay, 6,7 km
- Südwesten: Dixfield, Oxford County, 16,3 km
- Westen: Carthage, 19,1 km
- Nordwesten: South Franklin, Unorganized Territory, 10,8 km

### Stadtgliederung
In Wilton gibt es mehrere Siedlungsgebiete: Brown Neighborhood, Dryden, East Wilton, MacQuillis Corner, North Wilton (ehemaliger Standort eines Postamtes), Notch (ehemaliger Standort eines Postamtes), Savage's Mills (ehemaliger Standort eines Postamtes), West Wilton (ehemaliger Standort eines Postamtes), Wilton, Wilton Intervale und Wilton Station (ehemalige Eisenbahnstation).

### Klima
Die mittlere Durchschnittstemperatur in Wilton liegt zwischen −11,1 °C (12 °Fahrenheit) im Januar und 18,3 °C (65 °Fahrenheit) im Juli. Damit ist der Ort gegenüber dem langjährigen Mittel der USA um etwa 9 Grad kühler. Die Schneefälle zwischen Oktober und Mai liegen mit bis zu zweieinhalb Metern mehr als doppelt so hoch wie die mittlere Schneehöhe in den USA; die tägliche Sonnenscheindauer liegt am unteren Rand des Wertespektrums der USA.

## Geschichte
Das Gebiet wurde Captain Tyng und seinen Männern als Grant in Anerkennung ihrer Dienste im Kampf gegen Indianer gegeben. Es wurde 1785 durch Solomon Adams und weitere erforscht und von Samuel Titcomb vermessen. Parzelliert wurde es im Jahr 1787. Zunächst als Harrytown benannt in Erinnerung an einen bei dem Kampf gefallenen gefährlichen Indianer. Die ersten Siedler nannten es Tyngtown in Erinnerung an den Grant. Eine erste Mühle wurde 1790 durch Samuel Butterfield erbaut.
Am 22. Juni 1803 wurde das Gebiet, welches zuvor als Tyngtown Plantation organisiert war, als Town organisiert. Der Name Wilton stammte von dem Heimatort von Abraham Butterfield in New Hampshire, der für den Verwaltungsakt die Gebühren bezahlt hatte.

### Einwohnerentwicklung
| Volkszählungsergebnisse – Town of Wilton, Maine | Volkszählungsergebnisse – Town of Wilton, Maine | Volkszählungsergebnisse – Town of Wilton, Maine | Volkszählungsergebnisse – Town of Wilton, Maine | Volkszählungsergebnisse – Town of Wilton, Maine | Volkszählungsergebnisse – Town of Wilton, Maine | Volkszählungsergebnisse – Town of Wilton, Maine | Volkszählungsergebnisse – Town of Wilton, Maine | Volkszählungsergebnisse – Town of Wilton, Maine | Volkszählungsergebnisse – Town of Wilton, Maine | Volkszählungsergebnisse – Town of Wilton, Maine |
| Jahr                                            | 1800                                            | 1810                                            | 1820                                            | 1830                                            | 1840                                            | 1850                                            | 1860                                            | 1870                                            | 1880                                            | 1890                                            |
| ----------------------------------------------- | ----------------------------------------------- | ----------------------------------------------- | ----------------------------------------------- | ----------------------------------------------- | ----------------------------------------------- | ----------------------------------------------- | ----------------------------------------------- | ----------------------------------------------- | ----------------------------------------------- | ----------------------------------------------- |
| Einwohner                                       |                                                 | 770                                             | 1115                                            | 1640                                            | 2198                                            | 1909                                            | 1920                                            | 1906                                            | 1739                                            | 1622                                            |
| Jahr                                            | 1900                                            | 1910                                            | 1920                                            | 1930                                            | 1940                                            | 1950                                            | 1960                                            | 1970                                            | 1980                                            | 1990                                            |
| Einwohner                                       | 1647                                            | 2143                                            | 2505                                            | 3266                                            | 3228                                            | 3455                                            | 3274                                            | 3802                                            | 4382                                            | 4242                                            |
| Jahr                                            | 2000                                            | 2010                                            | 2020                                            | 2030                                            | 2040                                            | 2050                                            | 2060                                            | 2070                                            | 2080                                            | 2090                                            |
| Einwohner                                       | 4123                                            | 4116                                            | 3835                                            |                                                 |                                                 |                                                 |                                                 |                                                 |                                                 |                                                 |

## Kultur und Sehenswürdigkeiten

### Bauwerke

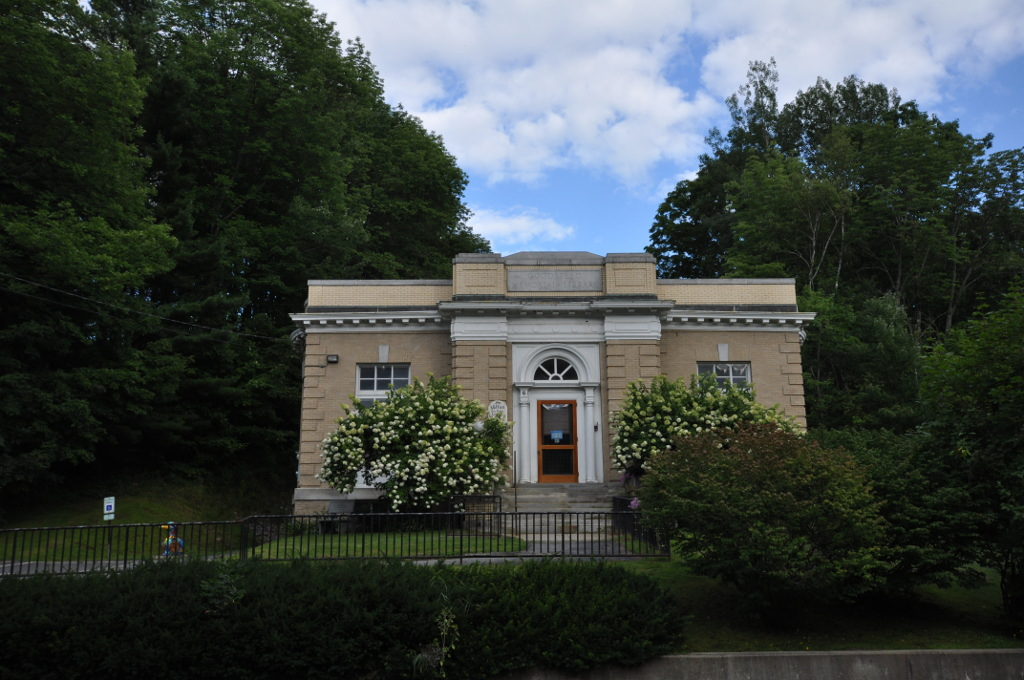
Goodspeed Memorial Library

Zwei Bauwerke stehen unter Denkmalschutz und wurden ins National Register of Historic Places aufgenommen.
- Bass Boarding House, aufgenommen 1988, Register-Nr. 88000396
- Goodspeed Memorial Library, aufgenommen 1989, Register-Nr. 88003019

## Wirtschaft und Infrastruktur

### Verkehr
Der U.S. Highway 2 führt in westöstlicher Richtung durch die Town und verbindet Wilton im Norden mit Bangor und der kanadischen Grenze und im Süden mit Vermont. Die Maine State Route 156 führt in nordsüdlicher Richtung durch das Gebiet der Town. Sie verläuft entlang des östlichen Ufers des Wilson Lakes.

### Öffentliche Einrichtungen
In Wilton gibt es kein Gesundheitszentrum. Nächstgelegene Gesundheitszentren und Krankenhäuser befinden sich in Farmington, Canton und Dixfield.
Wilton besitzt eine eigene Bücherei. Die Wilton Public Library wurde 1901 gegründet und befindet sich in der Goodspeed Street, im unter Denkmalschutz stehenden Gebäude Goodspeed Memorial Library.

### Bildung
Wilton gehört mit Chesterville, Farmington, Industry, New Sharon, New Vineyard, Starks, Temple, Vienna und Weld zum Maine School Administrative District 9, dem Mt. Blue Regional School District.
Im Schulbezirk werden folgende Schulen angeboten:
- Gerald D. Cushing School in Wilton (Schulklassen Pre-K bis 1)
- Academy Hill School in Wilton (Schulklassen 2 bis 5)
- Cape Cod Hill School in New Sharon (Schulklassen Pre-K bis 5)
- W.G. Mallett School in Farmington (Schulklassen Pre-K bis 2)
- Cascade Brook School in Farmington (Schulklassen 3 bis 5)
- Mt. Blue High School in Farmington
- Mt. Blue Middle School in Farmington

## Persönlichkeiten

### Söhne und Töchter der Stadt
- Benjamin Fordyce Barker (1818–1891), Arzt und Geburtshelfer
- Alpheus Beede Stickney (1840–1916), Gründer der Chicago Great Western Railroad

### Persönlichkeiten, die vor Ort gewirkt haben
- Kathy Lynn Emerson (* 1947), Schriftstellerin